# San Nazario
San Nazario ist eine Fraktion der nordostitalienische Gemeinde (comune) Valbrenta in der Provinz Vicenza in Venetien.

## Geographie
Der Ort liegt etwa 34 Kilometer nordnordöstlich von Vicenza am Fluss Brenta an der orographisch linken Talseite im Brentakanal, wie die südliche Fortsetzung der Valsugana genannt wird.

## Geschichte
San Nazario war bis 30. Januar 2019 eine eigenständige Gemeinde und bildet seitdem mit den ebenfalls aufgelösten Gemeinden Campolongo sul Brenta, Cismon del Grappa und Valstagna die neue Gemeinde Valbrenta.

## Verkehr
Westlich des Ortskerns führt die Strada Statale 47 della Valsugana von Padua nach Trient.